# Ефрем Сирин
Ефре́м Си́рин (сир. ܐܦܪܝܡ ܣܘܪܝܝܐ Mor/Mar Afrêm Sûryāyâ, греч. Ἐφραίμ ὁ Σῦρος; ок. 306, Низибия — 9 июня 373, Эдесса) — христианский богослов, один из Учителей Церкви IV века. Считается одним из важнейших представителей сирийской поэзии. Автор многочисленных христианских гимнов.
Канонизирован в лике преподобных. Память в Православной церкви совершается 28 января (10 февраля) шестеричным богослужением, в Католической церкви — 9 июня.

## Биография
Родился в городе Низибии. Его родители, согласно жизнеописанию,  были благочестивыми людьми.
Сам Ефрем Сирин называет себя человеком «неучёным и малосмысленным», но это сказано им лишь по смирению: его учёности «удивлялся», по выражению Феодорита, даже Василий Великий. В сочинениях самого Ефрема Сирина видно хорошее знакомство с произведениями не только христианских учёных, но и с «эллинской мудростью», с языческой мифологией и началами тогдашнего естествознания. В своих проповедях Ефрем Сирин нередко говорит о пользе знания и образования, которое, по его выражению, «выше богатства».
Сочинения Ефрема Сирина ещё при его жизни переведены были на греческий язык. По словам Иеронима, они читались в церквях после Св. Писания, как это в древности делалось с творениями Ерма и Климента Римского. Число его сочинений, по Фотию, простиралось до 1000, не считая составленных им и вошедших отчасти в богослужебное употребление молитв, а также стихотворений, излагавших учение церковное и положенных на народные напевы с целью противодействовать распространению ереси Вардесана. Русский перевод творений Ефрема Сирина (Московская духовная академия, 1848) не содержит в себе даже всех изданных его творений (всего лишь 265 заглавий).
Первое место среди сочинений Ефрема Сирина занимают его толкования на Св. Писание, дошедшие до нас не вполне. Между экзегетами восточной церкви Ефрем Сирин занимает одно из первых мест. Особенную цену его толкованиям придаёт знание иврита, этнографии и географии Палестины.
Гораздо ниже по достоинству догматствование Сирина. По умственному развитию сирийской церкви в его время нужно было скорее элементарное изложение христианского учения, чем его спекулятивное и диалектическое истолкование; к тому же сам Ефрем Сирин по складу своих духовных сил был не столько мыслитель, сколько оратор и поэт. Из своего знакомства с «эллинской мудростью» он вынес отрицательное отношение к ней, и всё своё теоретическое миросозерцание обосновывает исключительно на религиозных началах, на так называемой «вере церкви», чуждаясь спекулятивного богословия.
Это охранительное, строго конфессиональное направление богословия Сирина составляет черту, резко обособляющую его от других великих церковных учителей его времени. Даже в своих противоеретических сочинениях он большей частью не входит в учёное обсуждение еретических доктрин, а довольствуется лишь указанием на несогласие их с верой церкви и глубокой скорбью о нечестии еретиков-вольнодумцев.
Лучшую часть сочинений св. Ефрема Сирина составляют его проповеди и пророчества, особенно нравоучительные. Он не столько доказывает, сколько высказывает свои мысли и чувства. «Сирийский пророк» (название, данное ему современниками) является здесь в своей прирождённой сфере. Он — истинный и настоящий оратор в христианском смысле слова. Его речи чужды искусственной конструкции и условной риторики; проповедь его часто обращается в настоящую гимнологию: бесконечное разнообразие сравнений доходит иногда до излишнего словообилия и чрезмерного аллегоризирования. Господствующий аргумент в его проповедях — умелая цитата из Св. Писания, главное содержание их — учение о жизни «для Бога и в Боге». Несоответствие действительной жизни христианского общества с христианским идеалом наполняет его душу неутешной скорбью. Он говорит о покаянии, об удалении от суеты мирской, о борьбе со страстями; изображает смерть, Страшный суд, загробную судьбу грешников и праведников. Чуждый крайнего ригоризма, он благословляет брак и семью, советует родителям заботиться о воспитании детей для жизни, о хорошем замужестве для дочерей, об определении сыновей на службу общественную и государственную. Его проповедь покаяния не есть проповедь мрачного и безотрадного состояния духа. Он обращает мысль слушателя к христианскому учению о благости Божией; уныние выставляется им как тяжкий грех. Одни поучения его кратки и имеют форму гномических наставлений древнегреческих философов; другие изложены в форме дооригеновской гомилии, то есть настоящей беседы — диалога учителя с учениками; третьи представляют тип оригеновской гомилии, то есть последовательного толкования большего или меньшего отрывка Св. Писания, перемежающегося нравоучениями; четвёртые — настоящие обширные тематизованные слова (греч. λόγοι), характеризуемые всесторонним объяснением предмета и истинно ораторским изложением. К этой группе, самой многочисленной, принадлежат наиболее известные проповеди Ефрема Сирина: семь слов о втором пришествии Христовом, о воскресении мёртвых, о страданиях Спасителя, о кресте, о терпении, о вере, о посте, о добродетелях и пороках, о гордости.
Часть мощей Ефрема Сирина находится в монастыре, названном его именем.

## Поэтическое наследие
Поэтическое наследие св. Ефрема Сирина делится на строфические «мадраши» (распеваемые гимны) и нестрофические «мемры» (гомилии в поэтической форме, не распевались). Сохранилось около четырёхсот гимнов, которые уже к V веку объединялись в тематические сборники. Для каждого гимна указывается рефрен (onita) и название мелодии-модели (qala), на которую нужно распевать стихи. Мастерство Ефрема Сирина проявляет себя, в частности, в невероятном разнообразии стихотворных размеров (всего около 50), в том числе, с изысканными акростихами; от мелодий-моделей сохранились одни инципиты. Многие мадраши и мемры, которые приписывает Ефрему Сирину греческая и славянская традиции, неподлинны.
Ефрему Сирину традиционно приписывается авторство «молитвы Ефрема Сирина», в которой, по мнению Серафима Вырицкого, всё Православие и всё Евангелие:
Господи и Владыко живота моего,
дух праздности, уныния, любоначалия и празднословия не даждь ми.
Дух же целомудрия, смиренномудрия, терпения и любве, даруй ми рабу Твоему.
Ей, Господи Царю, даруй ми зрети моя прегрешения,
и не осуждати брата моего,
яко благословен еси во веки веков, аминь.
Боже, очисти мя грешного!
Парафраз этой молитвы сделал А. С. Пушкин 
.

## Влияние
Шведским религиоведом Т. Андре было установлено близкое сходство между гимнами Ефрема Сирина и эсхатологическими стихами Корана. Сходство охватывает не только общую идею, но также выражения, форму и стиль.

## Сочинения
- Творения иже во святых Отца нашего Ефрема Сирина
  - Часть 1. — Сергиев Посад, 1907. — 339 с.
  - Часть 2. — Сергиев Посад, 1908. — 430 с.
  - Часть 3. — Сергиев Посад, 1912. — 428 с.
  - Часть 4. — Сергиев Посад, 1900. — 533 с.
  - Часть 5. — Сергиев Посад, 1912. — 520 с.
  - Часть 6. — Сергиев Посад, 1901. — 481 с.
- Творения в 8 т. — М.: Рус. издат. центр им. святого Василия Великого, 2014.
- Мар Афрем Нисибинский (прп. Ефрем Сирин). Юлиановский цикл / пер. с сир. и комм. А. В. Муравьёва, науч. ред. Д. А. Поспелов. — М., 2006. — 240 с. — (Smaragdos Philocalias, т. 3).
- Преп. Ефрем Сирин. Семь сынов Самоны, Одиннадцатая песнь о рае [и др. стихи]. Пер. С. С. Аверинцева // Многоценная жемчужина. — К., 2003. — С. 11—58 (с научными комментариями).